# José Gabriel Pinto Coelho
José Gabriel Pinto Coelho GCIP (Lisboa, Santa Isabel, 18 de Março de 1886 — Lisboa, Santo Condestável, 28/30 de Abril de 1978)  foi advogado, professor catedrático da Faculdade de Direito, 7.º Reitor da Universidade de Lisboa e 3.º Presidente da Câmara Corporativa.

## Biografia
Filho de Domingos Pinto Coelho e de sua mulher Ludovina Josefa Viana da Silva Carvalho, formou-se como Licenciado em Direito pela Faculdade de Direito da Universidade de Coimbra em 1907, era doutor aos 23 anos e ascendeu ao magistério nessa faculdade. Começou a reger a cadeira de Direito Natural e Filosofia do Direito em Março de 1910, regeu depois Direito Comercial e várias cadeiras de Direito Civil, chegando a Professor Catedrático, até à sua transferência para a Faculdade de Direito da Universidade de Lisboa, em 1919. Em Lisboa foi Professor titular da cadeira de Direito Comercial, Professor Catedrático, Diretor da Faculdade de Direito e 7.º Reitor da Universidade de Lisboa desde 1945 até ao seu jubileu em 1956.
Entre outras coisas, foi Administrador da Sociedade Nacional de Fósforos e da Sociedade Portuguesa de Administrações, Presidente do Conselho de Administração do Banco Nacional Ultramarino e Vogal da Junta Consultiva da União Nacional. Procurador à Câmara Corporativa desde o primeiro até ao último dia do seu funcionamento, fez parte da secção de Política e Administração Geral, foi escolhido para a presidência desta câmara após a saída do Prof. Fezas Vital, em 1946, e exerceu este cargo até 1949. Foi um dos membros da Comissão da Câmara Corporativa, ao lado de Domingos Fezas Vital, Afonso de Melo, Gustavo Cordeiro Ramos e Abel de Andrade, que elaborou o Parecer de 27 de Março de 1935 sobre o Projecto de Lei N.° 2, apresentado pelo Deputado José Cabral, dirigido contra a Maçonaria Portuguesa.
Fez parte da comissão encarregada da comemoração do 5.º Centenário da Morte de D. Nuno Álvares Pereira e representou Portugal em dois Congressos de Câmaras de Comércio Internacionais.
Foi distinguido com a Grã-Cruz da Ordem da Instrução Pública a 3 de Março de 1945.
Publicou numerosos trabalhos, foi autor de diversas obras sobre Direito Comercial, sua especialidade, e colaborou assiduamente na Revista de Legislação e de Jurisprudência, da Universidade de Coimbra. Continua actualmente a ser citado nos cursos de Direito.
Foi Senhor, por compra, da Quinta do Espírito Santo, na Feitosa, Ponte de Lima.

## Dados genealógicos
Filho de Domingos Pinto Coelho, advogado e político legitimista, e de Ludovina Josefa Vianna da Silva Carvalho
Casou em Lisboa, Alcântara, a 10 de Março de 1910, com D. Mariana do Carmo Gonçalves Zarco da Câmara (Lisboa, Alcântara, 17 de Julho de 1883 - Lisboa, 26 de Novembro de 1953), filha de D. Luís Maria Gonçalves Zarco da Camara, dos Marqueses da Ribeira Grande (antes Condes da Ribeira Grande (antes Marqueses de Ponta Delgada e Condes de Vila Franca) e Condes de Atouguia.
Teve três filhos e uma filha:
- Domingos do Carmo de Jesus da Camara Pinto Coelho casado com D. Maria da Piedade Henriques Pereira Faria Saldanha de Lancastre
- * Embaixador Luís da Camara Pinto Coelho casado com Maria da Madre de Deus Amado Braamcamp Freire e depois com Katharine Rodney Graf.
- Mariana do Carmo da Camara Pinto Coelho casada com Sebastião Eduardo António Telles da Silva Valente Moreira
- Carlos Zeferino da Camara Pinto Coelho casado com Maria do Carmo da Silva Carvalho Santos Lima

## Obras principais
- Das Clásulas Acessórias dos Negócios Jurídicos;
- Da Responsabilidade Baseada no Conceito de Culpa;
- Operações de Banco, (1949) Coimbra;
- A Protecção da Marca Notoriamente Conhecida no Congresso de Viena da CCI, (1953) Coimbra;
- O Problema da Protecção da Marca quando usada por terceiro para produtos não idênticos nem similares, (1954) Coimbra;
- A Protecção da Marca Notoriamente Conhecida e o Congresso de Bruxelas de 1954 da A.I,P.P.I., (1955) Coimbra;
- Lições de Direito Comercial feitas aos cursos da Faculdade de Direito Universidade de Lisboa, 1955 a 1957;
- A Aquisição de Acções Próprias Pela Sociedade Anónima, (1957) Lisboa;
- Estudo Sobre as Acções de Sociedades Anónimas (Separata da Revista de Legislação e de Jurisprudência), (1957) Coimbra;
- Usufruto de Acções (Separata da Revista de Legislação e de Jurisprudência), (1957) Coimbra.